# Фекен, Карл
Карл Фекен (иногда ошибочно Векен), нем. Karl Veken (22 июля 1904, Эссен — 21 июля 1971, Карл-Маркс-Штадт) — участник антинацистского сопротивления, писатель в ГДР.

## Биография
Получил образование по специальности «школьный учитель» в иезуитской семинарии. В годы Веймарской республики присоединился к рабочему движению — сначала в СДПГ, затем в КПГ. С 1929 г. работал журналистом. С 1933/34 участвовал в подпольном антинацистском движении, за что в 1934 г. по обвинению в государственной измене был приговорён к тюремному заключению. После выхода из тюрьмы в 1936 г. эмигрировал в Чехословакию. Когда в 1938 г. немецкие войска оккупировали Чехословакию, улетел в Париж. Самолёт потерпел крушение, но Фекен был одним из немногих выживших.
В 1940 г. по заданию коммунистической ячейки он направляется на нелегальную работу в Германию, где его вскоре арестовывает гестапо. В 1944 г. помещён в Заксенхаузен, где находился до конца войны.
После освобождения работал учителем и школьным завучем в Берлине, начал публиковать детские книги. Некоторые переведены на русский язык.

## Сочинения
- Der Kellerschlüssel, 1955
- Abenteuer mit Viktor, 1956
- Peng und 'ne Kiste, 1956
- Die Rei-Nopis oder Das sind ja schöne Geschichten!, 1958
- Auf Tod und Leben, 1961
- Jagd ohne Gnade, 1969
- Die unromantische Annerose. Tagebuch einer Achtzehnjährigen, zus. mit seiner Frau Katharina Kammer, 1964